# Pterolophia crenatocristata
Pterolophia crenatocristata är en skalbaggsart som beskrevs av Stefan von Breuning 1938. Pterolophia crenatocristata ingår i släktet Pterolophia och familjen långhorningar.
Artens utbredningsområde är Filippinerna. Inga underarter finns listade i Catalogue of Life.